# Messier 89
A Messier 89 (más néven M89, vagy NGC 4552) egy elliptikus galaxis a Virgo (Szűz) csillagképben.

## Felfedezése
Az M89 galaxist Charles Messier francia csillagász fedezte fel, majd katalogizálta 1781. március 18-án.

## Tudományos adatok
Az M89 a Virgo galaxishalmaz tagja. A galaxis 340 km/s sebességgel távolodik tőlünk.

## Galéria
- A Sloan Digital Sky Survey képe
- A Hubble űrtávcső felvétele